# Lacerta agilis
La lucertola degli arbusti (Lacerta agilis Linnaeus, 1758) è un sauro della famiglia dei Lacertidi diffuso in gran parte dell'Europa e in parte dell'Asia fino alla Mongolia.

## Descrizione

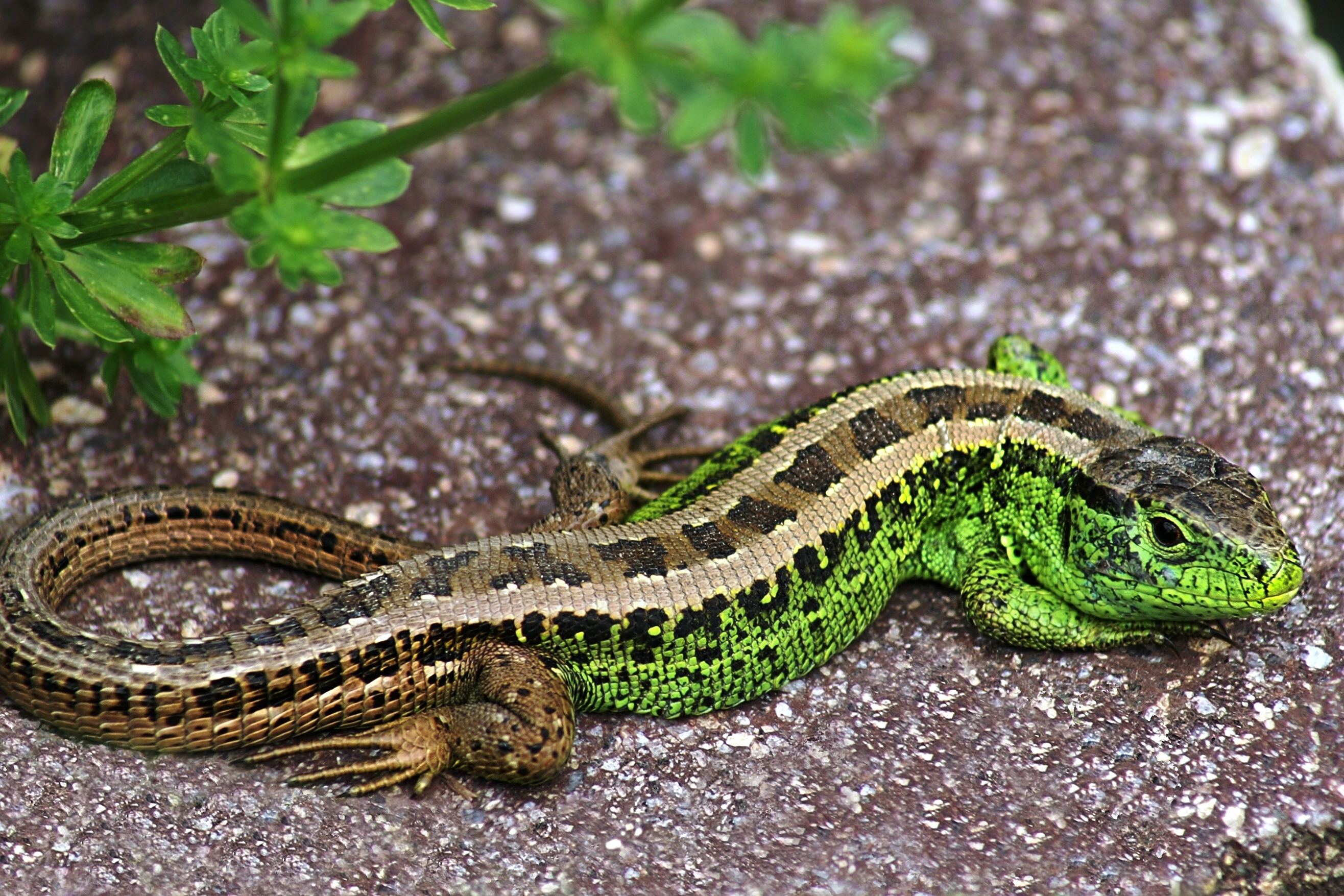
Un caratteristico maschio adulto riconoscibile per il capo ed il collo massicci

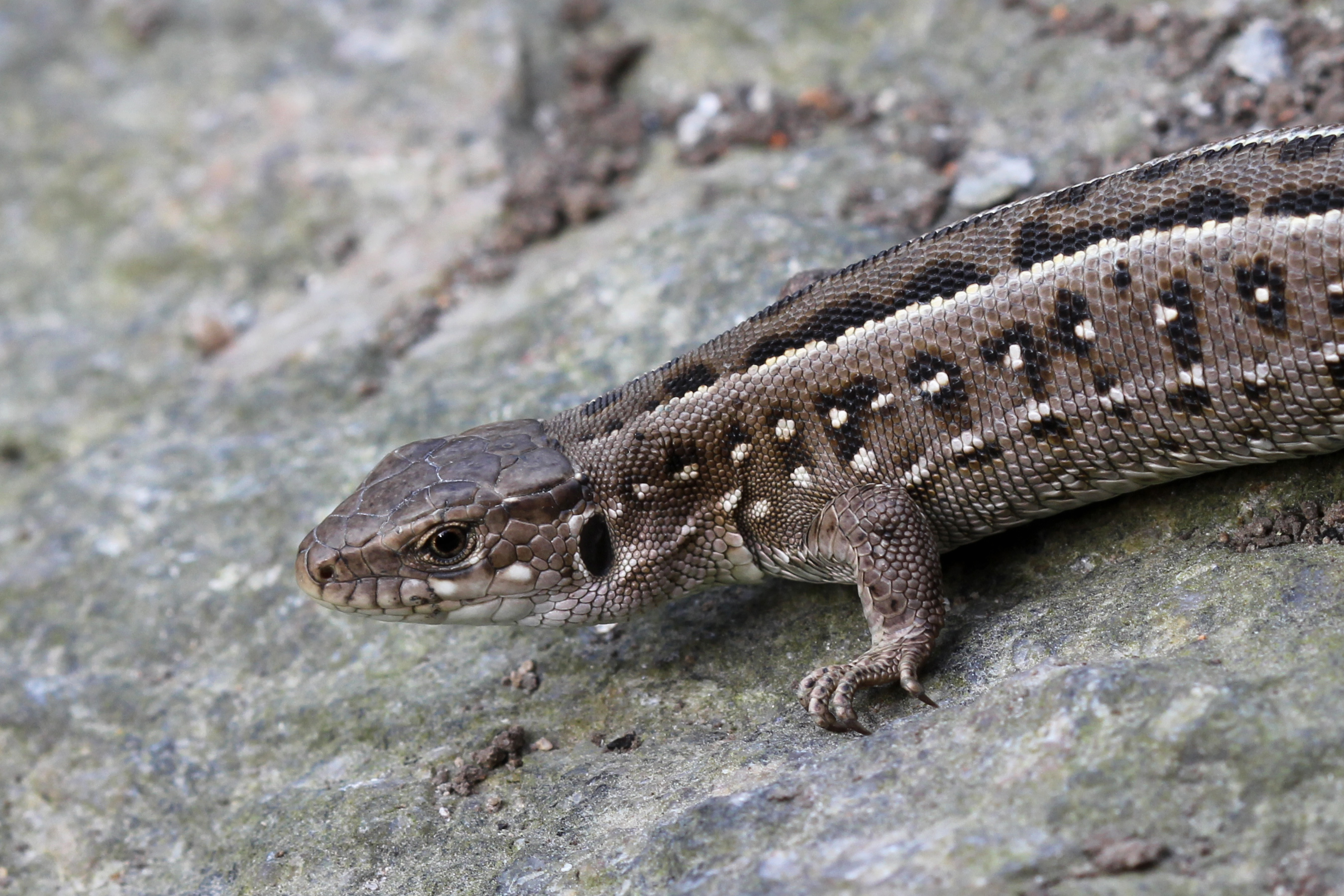
Un esemplare femmina di profilo

I giovani alla nascita misurano circa 6 cm e sono marroni con due strisce longitudinali più chiare sul dorso. Sui fianchi hanno delle macchie chiare circondate di nero e al centro del dorso ci sono varie macchie nere ovali con delle più piccole macchie chiare all'interno.
I maschi adulti sono grandi e robusti e possono raggiungere i 25 cm di lunghezza, compresa la coda. Hanno i fianchi ed i lati del capo di un verde brillante. Di solito superiormente hanno due strisce beige longitudinali e la schiena è marrone con macchie variabili, più chiare o più scure. La parte superiore del capo è solitamente marrone.
Le femmine sono brune con due strie longitudinali sul dorso più chiare e macchie più chiare o più scure.
La colorazione è comunque variabile tra le varie sottospecie.

## Ecologia
Nel suo areale frequenta vari ambienti quali prati, steppe, dune costiere, praterie alpine, siepi e margini del bosco fino a 2.500 m s.l.m.

Escono dal letargo invernale tra marzo ed aprile e iniziano dopo breve i primi accoppiamenti; i maschi inseguono le femmine e le catturano con un morso alla base delle zampe posteriori, piegandosi poi su se stessi per congiungere le cloache.
Le femmine possono deporre una o due volte durante la bella stagione per circa 4-14 uova all'anno.
I piccoli compaiono tra luglio ed ottobre, a seconda della data di deposizione delle uova.

Si nutre di ogni sorta di artropodi delle giuste dimensioni per essere mangiati.

È una specie diurna.

I maschi si differenziano dalle femmine per essere solitamente verdi ed in particolare per il collo e la testa più grandi in proporzione con il corpo così come altri lacertidi.

## Distribuzione e habitat
Partendo da occidente si può trovare in alcune località isolate dei Pirenei, e dalla metà orientale della Francia è diffusa ampiamente in tutta l'Europa centrale ed in Asia fino alla sponda sudoccidentale del lago Baikal.
Nel Regno Unito vive in alcune località isolate della costa meridionale ed occidentale.
Anche in Svezia è presente in alcune località.
A sud si ferma a nord delle Alpi e in Italia si può trovare in poche località delle Alpi sudoccidentali e delle Alpi nord-orientali.
È presente nei Balcani fino alla Grecia settentrionale. Si può trovare in zone umide con presenza di verde o in zone aride

## Conservazione
È in leggera diminuzione per la perdita degli habitat e, nelle valli alpine, per lo sviluppo del turismo.

## Sottospecie
Sono note le seguenti sottospecie:
- Lacerta agilis agilis Linnaeus, 1758
- Lacerta agilis argus (Laurenti, 1758
- Lacerta agilis boemica Suchow, 1929)
- Lacerta agilis bosnica Schreiber, 1912
- Lacerta agilis brevicaudata Peters, 1958
- Lacerta agilis chersonensis Andrzejowski, 1832
- Lacerta agilis exigua Eichwald, 1831
- Lacerta agilis grusinica Peters, 1960
- Lacerta agilis iorensis Peters and Muskhelishwili, 1968
- Lacerta agilis mzymtensis Tuniyev & Tuniyev, 2008

## Galleria d'immagini

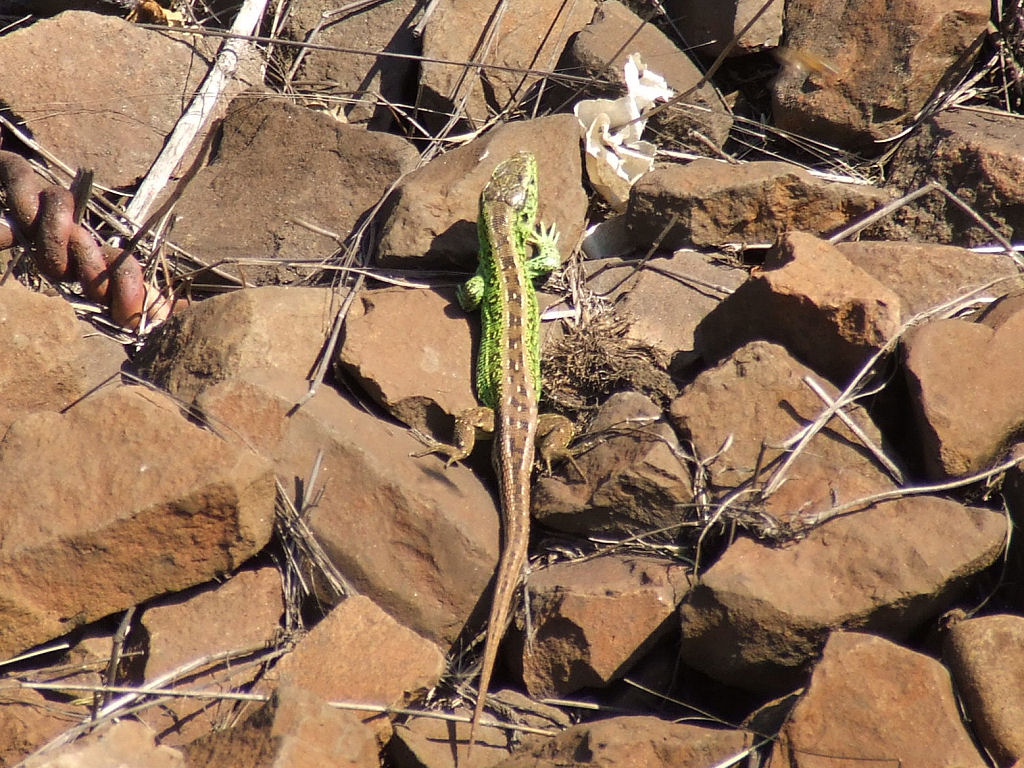
Un maschio adulto
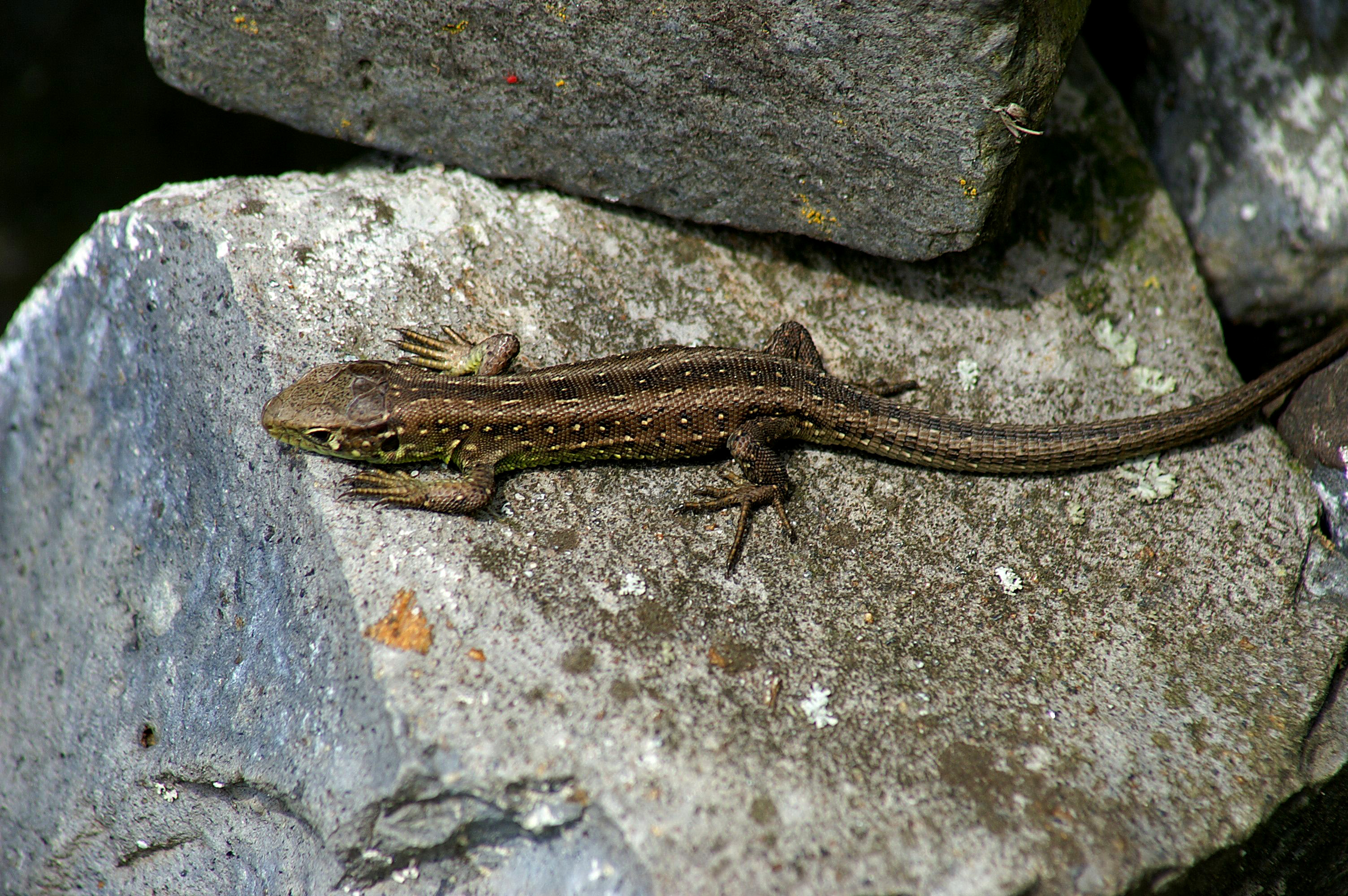
Un giovane
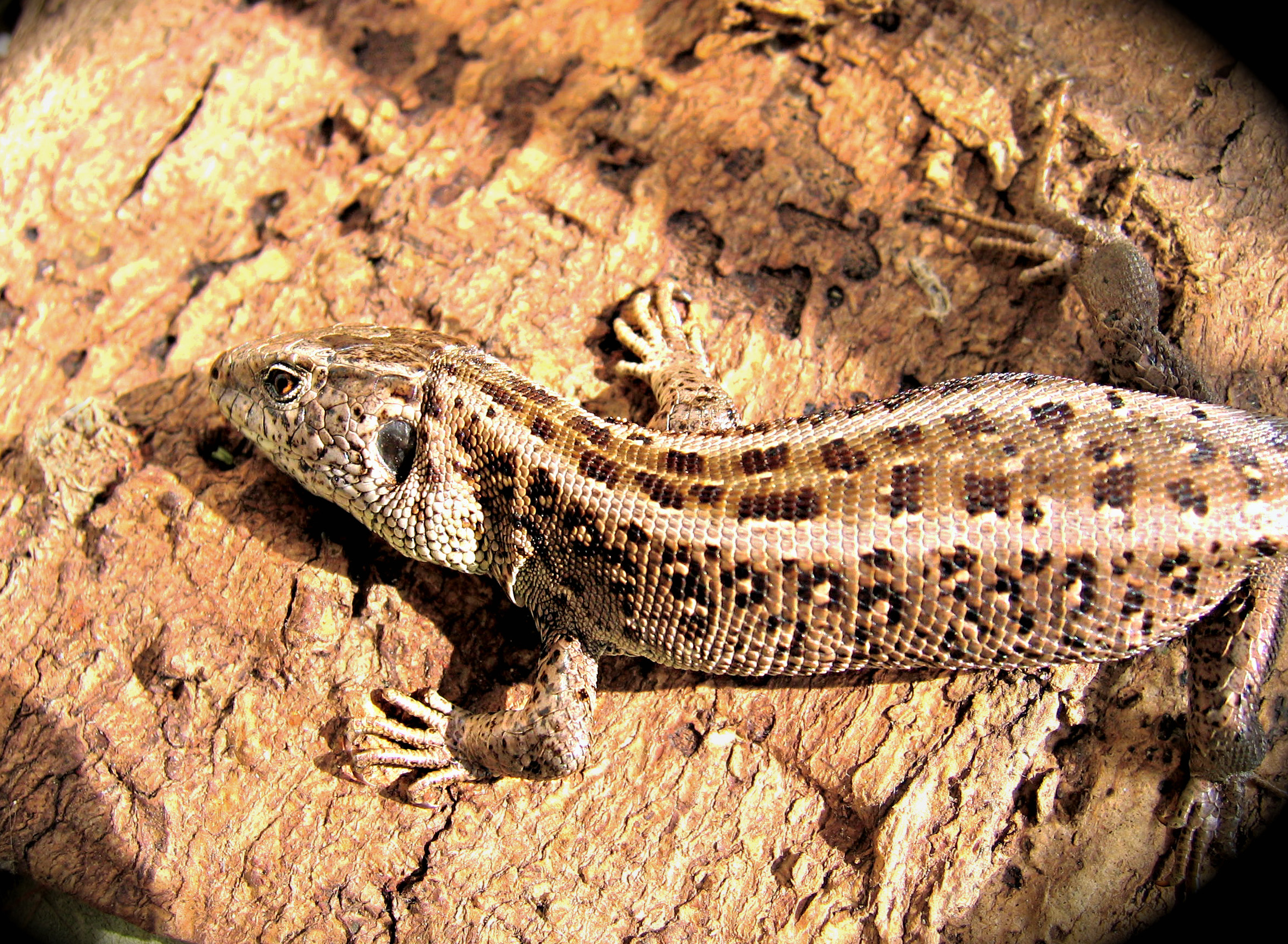
Una femmina
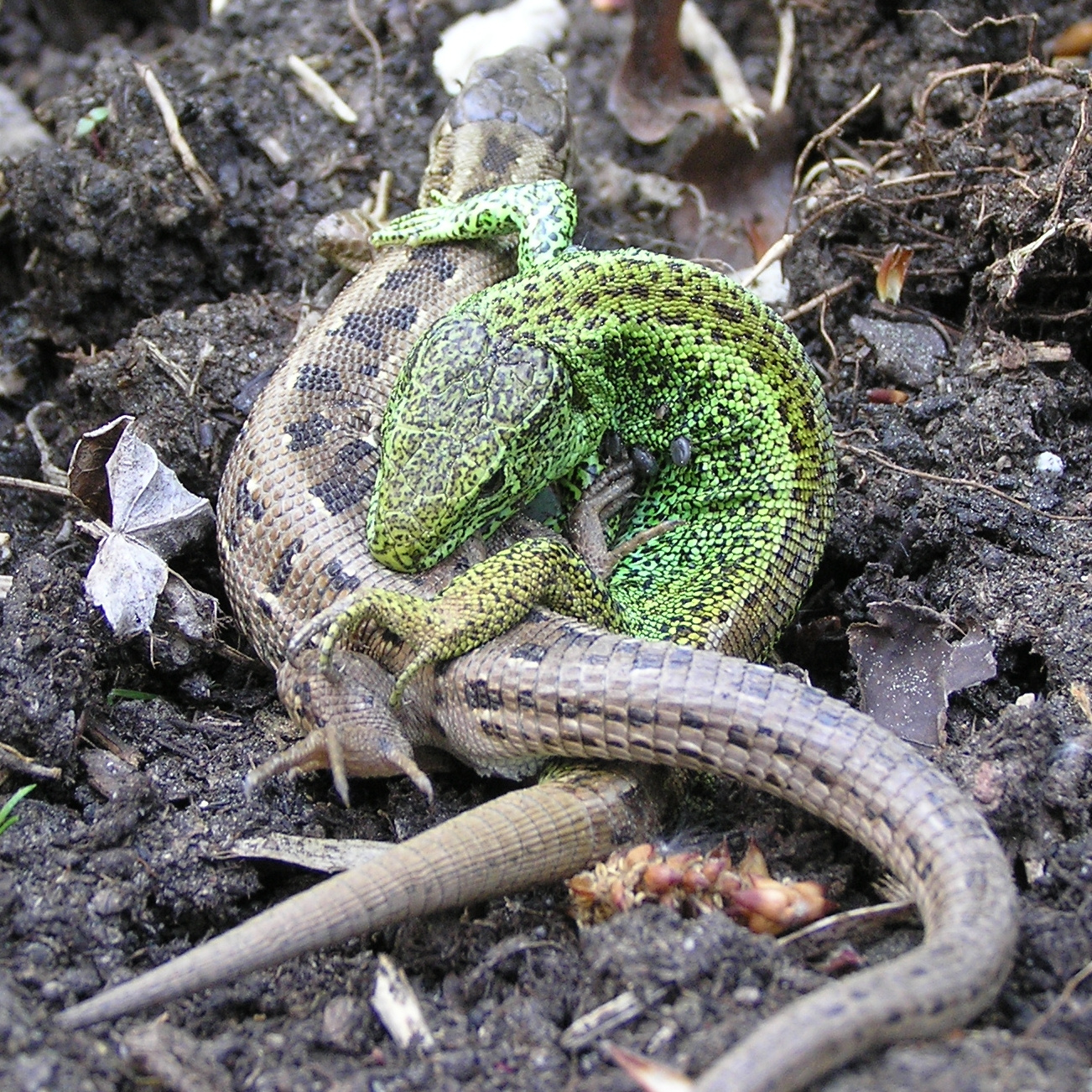
Un accoppiamento